# لابينرنتا

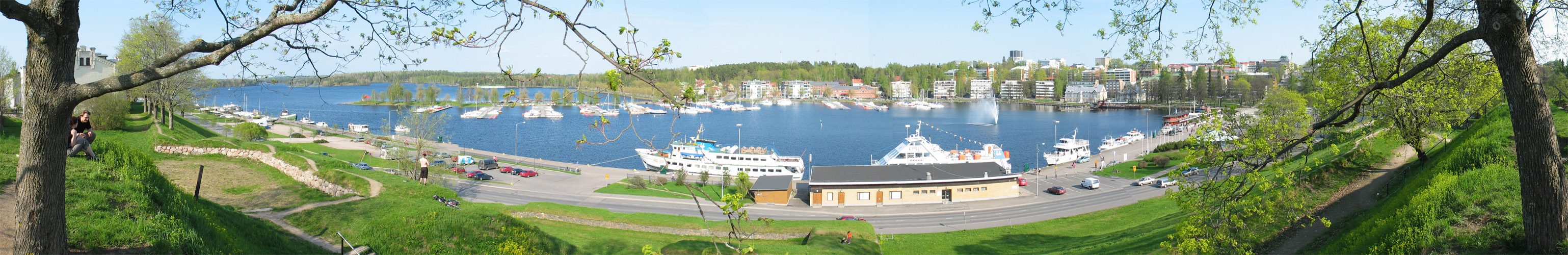
مرفأ لابينرَنتا.

موقع لابينرَنتا.

شعار لابينرَنتا

لابينرَنتا (بالفنلندية Lappeenranta، بالسويدية Villmanstrand) هي مدينة فنلندية يقطنها 71.867 ساكن، وتقع في إقليم كاريليا الجنوبية.
و تقع المدينة على ضفاف بحيرة سايما في جنوب شرق البلاد، على بعد 30 كم من الحدود الروسية.تحتل لابينرَنتا المرتبة الثالثة عشرة من حيث عدد السكان بين مدن فنلندا.

## التاريخ
تشكلت لابينرَنتا أصلا حول رأس بري يشير إلى بحيرة سايما. في القرن السادس عشر، انتقل مكان السوق من كاوسكيلا وسط لابيه القديم إلى قلعة الرأس البري الحالية. أول ذكر للابوس، كما كان يسمى، كان في ميثاق شرف من سنة 1542 يضع مكان السوق تحت سلطة فيبورغ.
تأسست المدينة نفسها على يد الكونت بر براهي عام 1649. قبلت كرستينا ملكة السويد الشعار الذي يصور رجلاً بدائياً ومنه جاء اسم السويدي للمدينة فيلمانستراند وتعني «ضفة رجل البدائي». كما أضفت الشرعية على التجارة في سوق لابفيسي الشعبية في ذلك الحين. إلا أن توثيق ميثاق شرف البرلماني وشعار النبالة تم في سنة 1652 بعد ما أُقر تخطيط المدينة من قبل إريك أسبيغرن. في ذلك الوقت، كانت لابينرَنتا ميناءًَ هاماً للقطران.
بين عامي 1721 و 1743، كانت لابينرَنتا عاصمة مقاطعة كيمينيغورد وسافونلينا.
في الثالث والعشرين من أغسطس عام 1741 دارت فيها رحى معركة فيلمانستراند التي ظفرت بها الجيوش الروسية على نظيرتها السويدية في خضم الحرب الروسية السويدية (1741-1743). نهبت المدينة واحترقت المباني الخشبية بما في ذلك مستشارية المقاطعة ودمرت المحفوظات الكنسية.
تم التنازل عن المدينة التي باتت مدمرة تماماً لصالح روسيا في 1743، وظلت جزءاً من الإمبراطورية القيصرية حتى نالت فنلندا استقلالها في عام 1917.
ضـُمت بلدية لابيه إلى لابينرَنتا في عام 1967. وضـُمت نويياما في عام 1989. خلال الأزمة المالية بعامي 2009 و 2010، أُدمجت يوتسينو وأولاما في لابينرَنتا على التوالي.

## الاسم
يتكون اسم لابينرنتا من صيغة الإضافة لكلمة Lappee وكلمة ranta التي تعني «ضفة». يشمل تاريخ لابينرنتا البلدية الريفية لابيه وناحية لابفيسي.
اسم السويدية Villmanstrand  تحتوي على كلمتي vildman بمعنى رجل البدائي وstrand وهي أيضاً تعني «ضفة». يظهر رجل البدائي على شعار لابينرنتا.

## الخدمات

### التعليم
لدى لابينرَنتا العديد من المدارس في جميع مستويات التعليم تقريباً، منها جامعة لابينرنتا للتكنولوجيا، جامعة سايما للعلوم التطبيقية، أكاديمية الجيش (فرع من قوات الدفاع الفنلندية)، كلية جنوب كاريليا للتدريب المهني ومركز جنوب كاريليا لتعليم الكبار.

### المواصلات
تتصل لابينرَنتا بالمدن والبلديات المجاورة عن طريق البر، وسكك حديدية تتجه شمالاً وجنوباً عن المدينة.
خلال فصل الصيف، عندما يمكن الوصول إلى بحيرة سايما وقناة سايما عن طريق المياه، يوجد اتصال عبر السفن بين لابينرَنتا ومدينة فيبورغ في روسيا.
كما يوجد مطار دولي في لابينرَنتا. بفضل رحلات جوية منتظمة بين لابينرَنتا، فيتسيه وريغا، فإن مدن أوروبا الكبرى في متناول اليد. مطار لابينرنتا هو أسرع مطارات فنلندا الدولية نمواً بنمو 364 ٪ في عدد الركاب في عام 2010. ما يجعل رحلة العمل أو الترفيه إلى لندن أو بروكسل من لابينرَنتا ليست مشكلة، خصوصاً بعد افتتح خط مباشر إلى بروكسل شارلروا. حركة الرحلات: رحلات يومية بين لابينرَنتا وريغا. اعتـُمدت رحلات إلى بروكسل (شارلروا) وفيتسيه. وبدأت رايان إير رحلات إلى ميلانو (بيرغامو).
وجهات القطار السريع: إلى هلسنكي في حوالي 2 ساعة، وإلى سانت بطرسبرغ في حوالي 1.5 ساعة على قطار أليغرو الجديد.

## الاقتصاد
أرباب العمل الرئيسيين في المدينة هم: مدينة لابينرَنتا، شركة يو بي إم (لتصنيع اللباب والورق والأخشاب). مستشفى جنوب كاريليا المركزي، جامعة لابينرانتا التكنولوجيا، باروك، نوردكالك (تصنيع منتجات قائمة على الحجر الجيري)، مجموعة في آر، فازر (صناعات غذائية)، القوات المسلحة وأوتوتك (صناعات التعدين).

## الرياضة

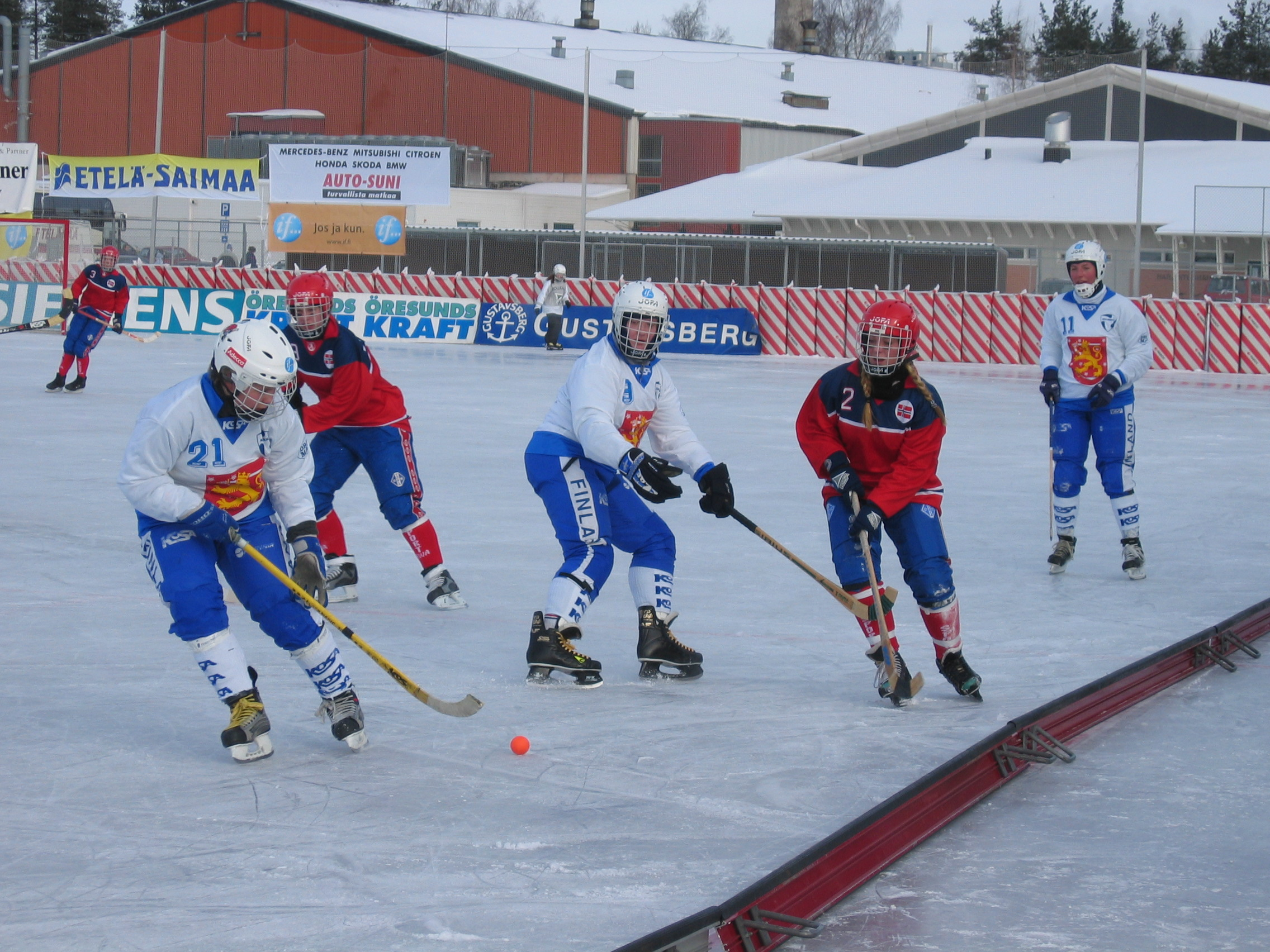
فنلندا-النرويج في بطولة العالم للباندي للسيدات، 2004.

لدى لابينرنتا فرق رياضية متعددة تلعب في المستويات العليا للبطولات الرياضية الفنلندية.
سايبا فريق هوكي الجليد يلعب في الدرجة الأولى من الدوري الفنلندي لهوكي الجليد.
نادي لابينرنتا لكرة السلة يلعب في الدرجة الأولى من الدوري الفنلندي لكرة السلة وفاز ببطولتي عامي 2005 و 2006.
وبها فريق إن أس تي للعبة هوكي الأرضي في وفريق راياريتاريت بلعبة كرة القدم الاميركية.
في الرياضة النسائية يلعب كاتز لابينرنتا كرة السلة وبيسا أوست يلعب بيسابالو، وكلاهما في بطولتي البلاد الأعلى. فيتيرا يلعب في الدرجة الأعلى للعبة الباندي وبطل فنلندا أربع مرات. استضافت المدينة أول بطولة العالم للباندي للسيدات في عام 2004.

## السياحة

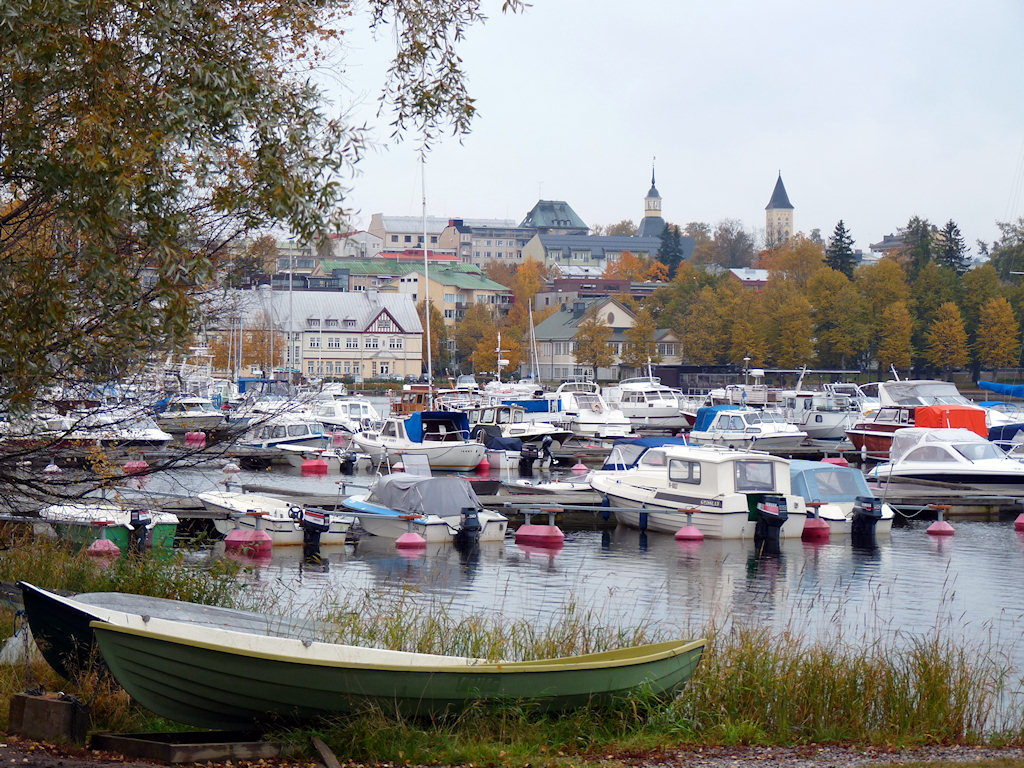
الخريف في لابينرَنتا

تـُعرف لابينرَنتا كمدينة صيف، ويرجع ذلك أساساً لقربها من بحيرة سايما. بالإضافة إلى ذلك، موقعها البري الداخلي يعني أن الصيف تميل إلى أن يكون أكثر دفئاً وأكثر برودة في الشتاء على طول المناطق الساحلية.
وتمتلك لابينرنتا أيضاً صناعة سياحة صحية شتوية. كابينات عديدة حول بحيرة سايما، فضلا عن العديد من الزلاقات الجليدية الآلية، ومسارات تزلج وتزحلق تجذب عدداً لا بأس به من الزوار في فصل الشتاء.
يمكن الإحساس بقرب الحدود الروسية بشكل متزايد من عدد السياح الروس الذين يزورون المدينة. في الواقع، إن لابينرنتا أقرب إلى سانت بطرسبرغ (211 كم) من هلسنكي عاصمة فنلندا (383 كم). يـُلاحظ الوجود الروسي من خلال عديد السيارات الروسية في الشوارع، واستخدام علامات في محلات تجارية بحروف سيريلية.
الأماكن والأحداث
- القلعة القديمة، بعدد من المتاحف والمقاهي وأقدم كنيسة أرثوذكسية روسية في فنلندا.
- منطقة المرفأ، مع رحلات إلى فيبورغ وقناة سايما قريبة.
- مكان السوق المركزي، حيث يمكنك التمتع بالخصوصيات المحلية، مثل فطائر اللحم المعروفة باسم أتومي (Atomi؛ الذرة) أو «فيتو» (Vety؛ الهيدروجين).
- ليلة الحصن، مهرجان ثقافي لمدة يومين يـُقام في أوائل شهر أغسطس.[10]
- باليه غالا لابينرنتا في أواخر أغسطس.
- مسابقة لابينرنتا الوطنية السنوية للغناء.
- تـُبنى أكبر قلعة رملية في فنلندا بجوار ميناء لابينرنتا كل صيف.[11]
- هناك اثنتان من دور السينما الخاصة في لابينرنتا: كينو أولا ونويامييس.

## مشاهير المدينة
- مايو كويالا (Maiju Kujala)- مقاتلة محترفة في فنون القتال المختلطة.
- أنتي آلتو (Antti Aalto) - لاعب هوكي جليد سابق.
- كوب أربونن (Koop Arponen) - مغني وفائز في السلسلة الرابعة من أيدل فنلندا في عام 2008.
- أرتو بروغاري (Arto Bryggare) - عداء موانع سابق، عضو سابق في البرلمان الفنلندي.
- كآرلو هالتونن (Kaarlo Halttunen) - ممثل سابق.
- هيكي هييتامييس (Heikki Hietamies) - محرر، مذيع تلفزيوني، وروائي وفنان كوميدي.
- هيني (Heini) - عازف البيس في فرقة إنديكا.
- ليلى هيرفيسآري- روائية، كتبت سلسلة روايات عن لابينرانتا وأهلها.
- هورنا (Horna)-- فرقة بلاك ميتال فنلندية شهيرة.
- كاري يورمكا (Kari Jormakka) - أستاذ موقر في نظرية العمارة في جامعة فيينا للتكنولوجيا، النمسا.
- أنيلي كيليونن (Anneli Kiljunen) - عضوة في البرلمان في فنلندا.
- أنسي كيبو (Anssi Kippo) -- منتج موسيقي.
- كوتيتيوليسوس (Kotiteollisuus) -- فرقة هارد روك شعبية.
- أرفي ليند - مقدم نشرة أخبار تلفزيونية فنلندي شهير.
- إيفا ليتمانن (Eeva Litmanen) - ممثلة حائزة على جوائز.
- بافي مايانن (Pave Maijanen) - موسيقار شهير.
- ميكا مولتاهاريو (Miikka Multaharju) - لاعب كرة القدم.
- إسا نيفا _(Esa Niiva) - عازف ساكسوفون لعدة فرق فنلندية.
- يارمو نيكو (Jarmo Nikku) - كاتب أغاني شهير.
- يوكا بآرما (Jukka Paarma) - أسقف توركو وفنلندا السابق.
- تيا بيلي (Tiia Piili) -- رياضية رقص الأكثر نجاحاً في فنلندا.
- ساكو بوهاكاينن (Saku Puhakainen) - لاعب كرة القدم.
- بايفيو بووسالو (Päiviö Pyysalo)-- مخرج ومنتج تلفزيوني شهير.
- أكي بووسين (Aki Pyysing) - لاعب بوكر محترف.
- إيلونا رنتا (Ilona Ranta) - عداءة ناجحة.
- يوهانا رنتالاينن (Johanna Rantalainen) - ساعدت في اختراع 3.5" محرك الأقراص المرنة.
- ساتنيك فارماستر (Satanic Warmaster) - الفرقة بلاك ميتال فنلندية شهيرة.
- بتري سكريكو (Petri Skriko) -- لاعب سابق في دوري الهوكي الوطني بالولايات المتحدة.
- كريسي ستوهلبيرغ (Kirsi Ståhlberg) - مغنية وممثلة.
- يوها تياينن (Juha Tiainen) - حائز على الميدالية الذهبية في رمي المطرقة في ألمبياد لوس أنجلوس 1984.
- موكوما (Mokoma) - فرقة ثراش ميتال.
- باتللوري (Battlelore) - فرقة ميتال سمفوني.
- هانا بكارينن (Hanna Pakarinen) - أول فائزة ببرنامج أيدول فنلندا جاءت من لابينرنتا.
- كريستيان روتو (Christian Ruuttu) - لاعب سابق في دوري الهوكي الوطني بالولايات المتحدة.
- فيسا فييريكو (Vesa Vierikko) - ممثل فنلندي.
- فيسا فيتاكوسكي (Vesa Viitakoski) - لاعب السابق في الدوري الفنلندي لهوكي الجليد.
- محمد درويش (Mohamad Darwich) من أشهر رجال الأعمال الأجانب في فنلندا. صاحب مجموعة Atma Trade

## التوأمة
لابينرَنتا مـُتوأمة مع:
- راكفيري، إستونيا
- ستيكيشولمور، أيسلندا
- درامن، النرويج
- أوربرو، السويد
- كولدنغ، الدنمارك
- كلين، روسيا
- فيبورغ، روسيا
- شفيبيش هال، ألمانيا
- سومباثيلي، المجر
- ليك وورث، الولايات المتحدة

## وصلات خارجية
- مدينة لابينرَنتا – الموقع الرسمي
- صورة فضائية لابينرنتا على خرائط جوجل
- جوي مفصل للابينرنتا (انقر على "ilmakuva"). أكثر تفصيلا من تلك على خدمة غوغل.
- goSaimaa.fi – معلومات سياحية عن لابينرَنتا

## معرض صور

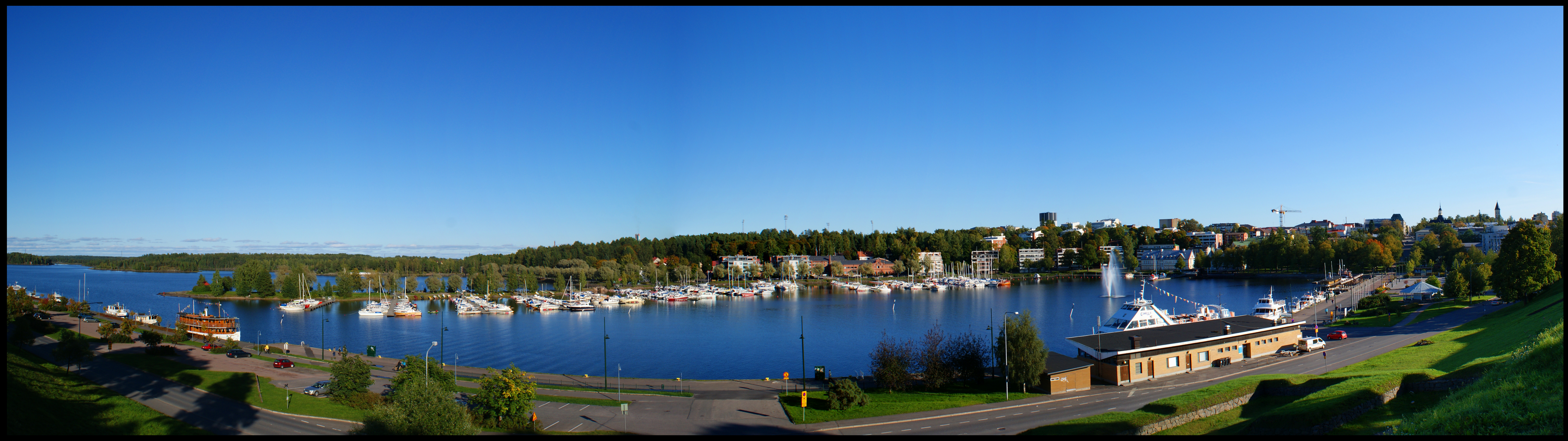
مرفأ لابينرَنتا
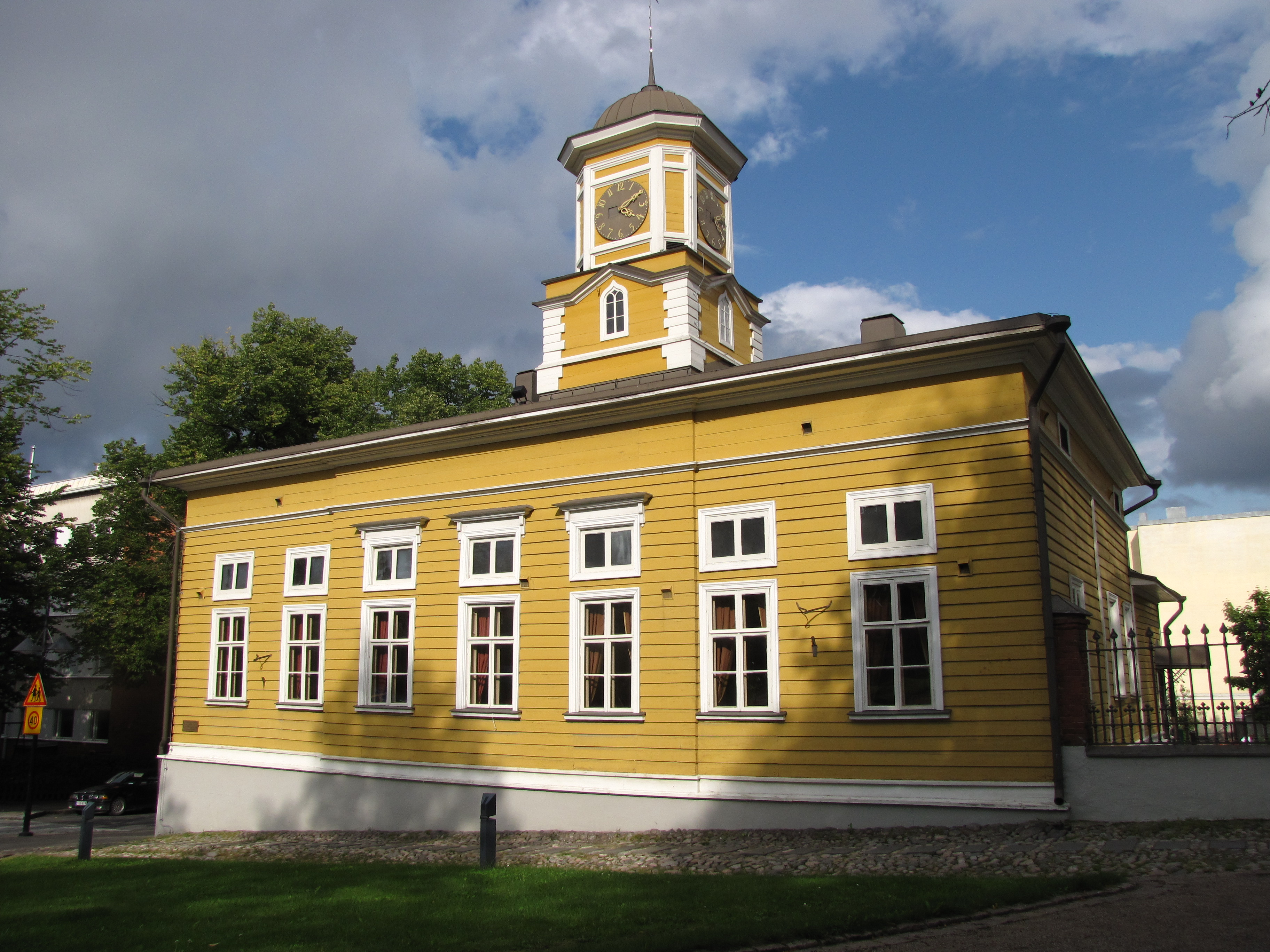
مبنى البلدية
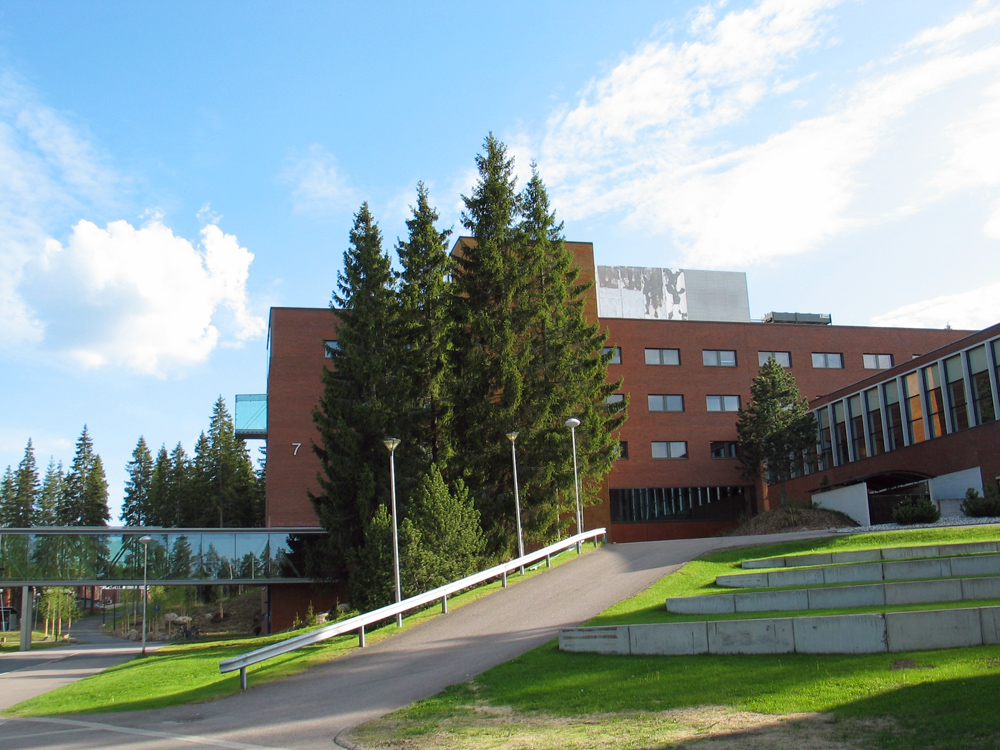
جامعة لابينرنتا للتكنولوجيا
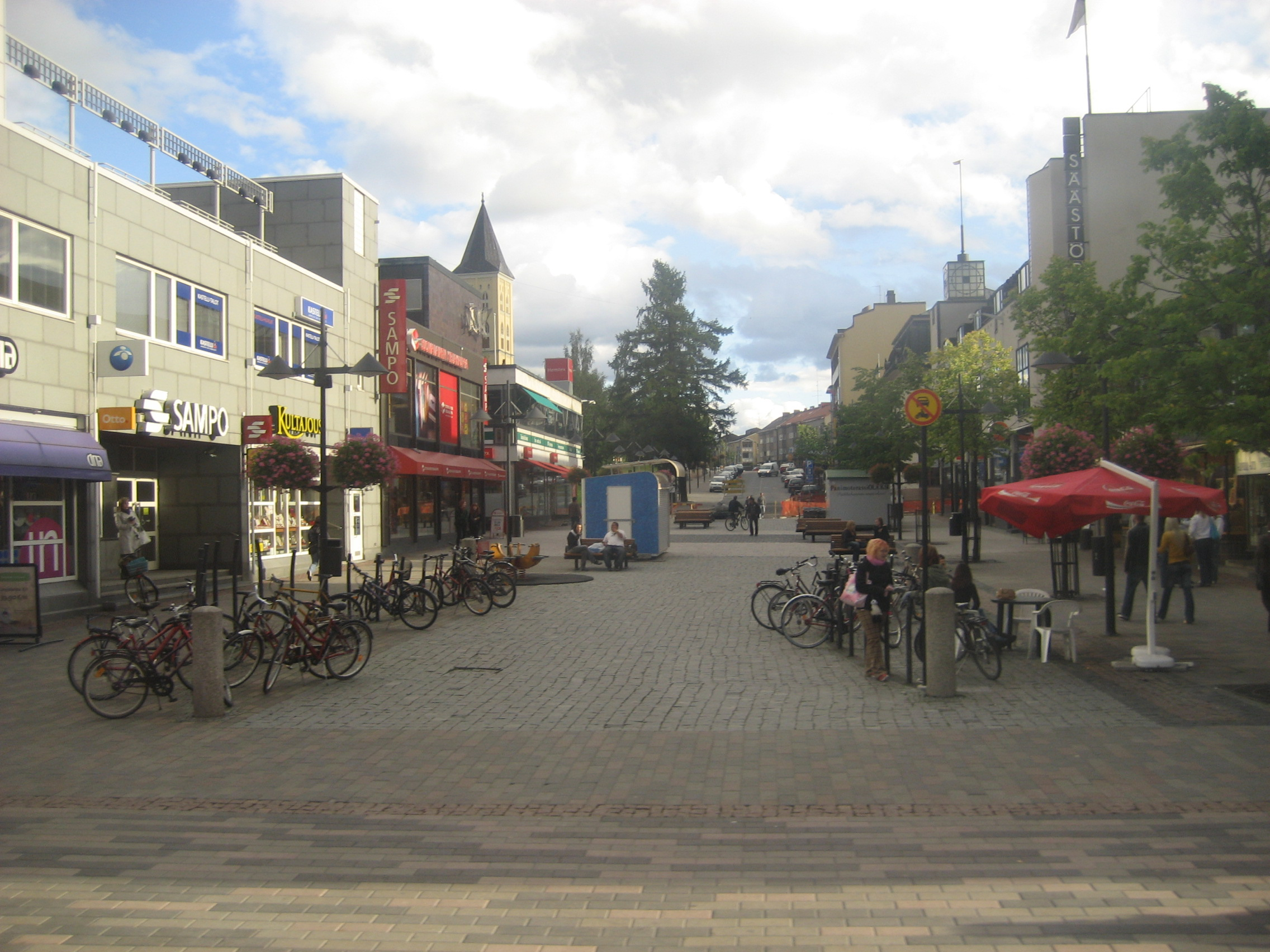
شارع كاوباكاتو
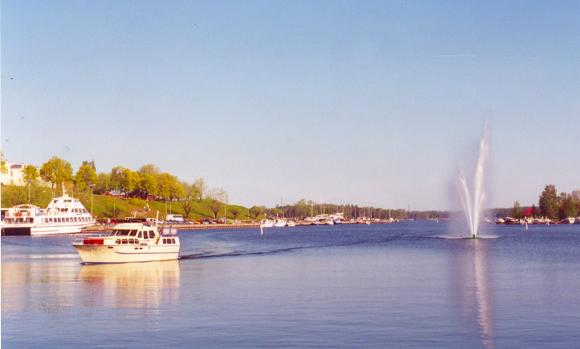
ميناء لابينرَنتا نهاراً